# Alberto Cajamarca
Alberto Cajamarca es un actor de teatro, televisión ecuatoriano y Concejal de Guayaquil periodo 2023-2027. Es más conocido por su papel como homosexual llamado Sebástian María Guillen, en la serie cómica Solteros sin compromiso de TC Televisión, y que fue parte de YouTube desde 2014 hasta 2017. En 2011, Cajamarca demandó a RTS por difundir una grabación a escondidas de él con su ex-cónyuge.

## Filmografía
- (2020) Antuca me enamora como Horacio Manrique
- (2019) Sharon la Hechicera como El Dr. Adoum
- (2003) La Hechicera como Leo Quillí
- (2001-2007) Solteros sin compromiso como Sebástian María Guillen "El Meco"

## Vida personal
Alberto Cajamarca es familiar de Antonio Cajamarca Mendoza y Antonio Cajamarca Yánez.